# Discographie de will.i.am
 (septembre 2015).
Le contenu est difficilement compréhensible vu les erreurs de traduction, qui sont peut-être dues à l'utilisation d'un logiciel de traduction automatique.
La discographie du DJ américain will.i.am se compose de quatre albums studio, un album compilation, 59 singles (dont 42 en collaboration avec d'autres artistes), 59 clips vidéo et neuf singles promotionnels.

## Albums

### Albums studio
| Titre                                          | Classements | Classements | Classements | Classements | Classements | Classements | Classements | Classements | Classements | Classements | Certifications          | Ventes |
| Titre                                          | [ 1 ]       | (R&B)       | (Rap)       | [ 4 ]       | [ 5 ]       | [ 6 ]       | [ 7 ]       | [ 8 ]       | [ 9 ]       | [ 10 ]      | Certifications          | Ventes |
| ---------------------------------------------- | ----------- | ----------- | ----------- | ----------- | ----------- | ----------- | ----------- | ----------- | ----------- | ----------- | ----------------------- | ------ |
| Lost Change - Sortie : 2 octobre 2001          | —           | —           | —           | —           | —           | —           | —           | —           | —           | —           | —                       | NC     |
| Must B 21 - Sortie : 23 septembre 2003         | —           | —           | —           | —           | —           | —           | —           | —           | —           | —           | —                       | NC     |
| Songs About Girls - Sortie : 25 septembre 2007 | 38          | 14          | 9           | 58          | 89          | —           | —           | —           | 27          | 68          | —                       | NC     |
| #willpower - Sortie : 22 avril 2013            | 9           | —           | —           | 9           | 5           | 5           | 25          | 5           | 10          | 3           | Or (BPI) Platine (RMNZ) | 64 000 |

### Albums compilation
| Titre | Certifications | Ventes |                                                        |   |    |
| ----- | -------------- | ------ | ------------------------------------------------------ | - | -- |
| Titre | Certifications | Ventes | The Black Eyed Peas Family Best - Sortie : 9 juin 2008 | — | NC |

## Singles

### Carrière solo
| Année | Titre                                                                | Classements | Classements | Classements | Classements | Classements | Classements | Classements | Classements | Classements | Classements           | Classements | Certifications |
| Année | Titre                                                                | [ 17 ]      | (Dance)     | [ 19 ]      | [ 20 ]      | [ 21 ]      | [ 22 ]      | [ 23 ]      | [ 24 ]      | [ 25 ]      | [[Swiss Hitparade\|]] | [ 27 ]      | Certifications |
| ----- | -------------------------------------------------------------------- | ----------- | ----------- | ----------- | ----------- | ----------- | ----------- | ----------- | ----------- | ----------- | --------------------- | ----------- | --- |
| 2001  | I Am                                                                 | —           | —           | —           | —           | —           | —           | —           | —           | —           | —                     | —           | — |
| 2004  | Take It (ft. KRS-One)                                                | —           | —           | —           | —           | —           | —           | —           | —           | —           | —                     | —           | — |
| 2007  | I Got It from My Mama (en)                                           | 31          | —           | 19          | 18          | 49          | 33          | —           | 46          | —           | 77                    | 38          | — |
| 2007  | One More Chance (en)                                                 | —           | —           | —           | —           | —           | —           | —           | —           | —           | —                     | 97          | — |
| 2008  | The Girl Is Mine (ft. Michael Jackson)                               | —           | —           | 60          | 76          | 22          | 21          | 38          | 12          | —           | 47                    | 32          | — |
| 2008  | Heartbreaker (en) (ft. Cheryl Cole)                                  | —           | —           | —           | —           | —           | —           | 7           | —           | —           | —                     | 4           | Argent (BPI) |
| 2010  | Check It Out (avec Nicki Minaj)                                      | 24          | —           | 21          | 14          | —           | —           | 14          | 67          | —           | —                     | 11          | Argent (BPI) |
| 2011  | T.H.E. (The Hardest Ever) (ft. Jennifer Lopez et Mick Jagger)        | 36          | —           | 57          | 10          | —           | —           | 13          | —           | —           | 41                    | 3           | Argent (BPI) |
| 2011  | Great Times (en)                                                     | —           | —           | —           | —           | —           | —           | —           | —           | —           | —                     | —           | — |
| 2012  | This Is Love (ft. Eva Simons)                                        | —           | —           | 7           | 14          | 2           | 54          | 1           | 2           | 5           | 8                     | 1           | 2 × Platine (ARIA) Or (BPI) Or (IFPI ) Or (RMNZ) |
| 2012  | Scream & Shout (ft. Britney Spears)                                  | 3           | —           | 2           | 1           | 1           | 1           | 1           | 1           | 1           | 1                     | 1           | 3 × Platine (RIAA) 6 × Platine (ARIA) Platine (BPI) 2 × Platine (BVMI) 2 × Platine (IFPI ) 2 × Platine (RMNZ) Platine (SNEP) 3 × Platine (IFPI ) 4 × Platine (FIMI) |
| 2013  | #thatPOWER (ft. Justin Bieber)                                       | 17          | —           | 6           | 6           | 11          | 7           | 5           | 17          | 16          | 23                    | 2           | Platine (RIAA) Platine (ARIA) Argent (BPI) Or (RMNZ) Platine (FIMI)                                                                                                 |
| 2013  | Fall Down (ft. Miley Cyrus)                                          | 58          | —           | 14          | 15          | 43          | 48          | 17          | —           | 15          | 59                    | 34          | Platine (ARIA) Or (RMNZ) |
| 2013  | Bang Bang (en)                                                       | —           | —           | 84          | —           | 53          | —           | 14          | —           | —           | —                     | 3           | Platine (BPI) |
| 2013  | Feelin' Myself (en) (ft. Miley Cyrus, French Montana et Wiz Khalifa) | 96          | —           | 34          | —           | 50          | 55          | 3           | —           | 16          | —                     | 2           | Platine (BPI) |
| 2013  | Let's Go (en) (ft. Chris Brown)                                      | —           | 38          | —           | —           | —           | —           | —           | —           | —           | —                     | —           | — |
| 2014  | It's My Birthday (en) (ft. Cody Wise (en))                           | —           | —           | 4           | —           | 167         | 41          | 25          | —           | 16          | —                     | 1           | Platine (ARIA) Platine (BPI) Or (BVMI) |
| 2016  | Boys & Girls (en) (ft. Pia Mia)                                      | —           | —           | 53          | —           | 46          | 39          | 42          | —           | —           | —                     | 21          | Argent (BPI) |
| 2022  | Solo (avec Willy William et Lali)                                    | —           | —           | —           | —           | —           | —           | —           | —           | —           | —                     | —           | — |
| 2023  | The Formula (avec Lil Wayne)                                         | 70          | —           | —           | —           | 13          | —           | —           | —           | 98          | —                     | —           | — |
| 2023  | Mind Your Business (avec Britney Spears)                             | —           | —           | —           | —           | —           | —           | —           | 26          | —           | —                     | —           | — |

### Collaborations musicales
| Année | Titre                                                                           | Classements | Classements | Classements | Classements | Classements | Classements | Classements | Classements | Classements | Classements | Classements | Classements | Certifications | Album                                          |
| Année | Titre                                                                           | [ 17 ]      | (R&B)       | [ 48 ]      | [ 20 ]      | (WA)        | [ 22 ]      | [ 23 ]      | [ 50 ]      | [ 24 ]      | [ 25 ]      | [ 26 ]      | [ 27 ]      | Certifications | Album                                          |
| ----- | ------------------------------------------------------------------------------- | ----------- | ----------- | ----------- | ----------- | ----------- | ----------- | ----------- | ----------- | ----------- | ----------- | ----------- | ----------- | --- | ---------------------------------------------- |
| 2001  | Vocal Artillery (Ozomatli ft. Medusa, will.i.am et Kanetic Source)              | —           | —           | —           | —           | —           | —           | —           | —           | —           | —           | —           | —           | — | Embrace the Chaos (en)                         |
| 2001  | Sunny Hours (Long Beach Dub Allstars ft. will.i.am)                             | —           | —           | —           | —           | —           | —           | —           | —           | —           | —           | —           | —           | — | Wonders of the World (en)                      |
| 2005  | La Patte (Saïan Supa Crew ft. will.i.am)                                        | —           | —           | —           | —           | —           | —           | —           | —           | —           | —           | —           | —           | — | Hold Up                                        |
| 2005  | Beep (Pussycat Dolls ft. will.i.am)                                             | 13          | —           | 3           | 3           | —           | 5           | 2           | —           | 2           | 1           | 6           | 2           | Or (ARIA) Argent (BPI) Or (BVMI) Or (RMNZ) | PCD                                            |
| 2006  | I Love My Bitch (en) (Busta Rhymes ft. Kelis et will.i.am)                      | 41          | 18          | 22          | —           | —           | 38          | 18          | —           | 43          | 8           | 22          | 8           | — | The Big Bang                                   |
| 2006  | That Heat (Sérgio Mendes ft. Erykah Badu et will.i.am)                          | —           | —           | —           | —           | —           | —           | —           | —           | —           | —           | —           | —           | — | Timeless                                       |
| 2006  | Keep Bouncin' (Too Short ft. will.i.am et Snoop Dogg)                           | —           | 93          | —           | —           | —           | —           | —           | —           | —           | —           | —           | —           | — | Blow the Whistle                               |
| 2006  | Fergalicious (en) (Fergie ft. will.i.am)                                        | 2           | 71          | 4           | 24          | —           | 23          | 38          | —           | 35          | 5           | 29          | 105         | 4 × Platine (RIAA) 2 × Platine (ARIA) Argent (BPI) Or (BVMI) Or (RMNZ)                                                                                              | The Dutchess                                   |
| 2006  | Hip Hop Is Dead (Nas ft. will.i.am)                                             | 41          | 48          | 84          | —           | —           | 84          | 27          | —           | —           | 28          | —           | 36          | — | Hip Hop Is Dead                                |
| 2007  | Baby Love (en) (Nicole Scherzinger ft. will.i.am)                               | —           | —           | 58          | —           | —           | 5           | 15          | —           | 56          | —           | 14          | 14          | — | Single hors album                              |
| 2007  | Hot Thing (Talib Kweli ft. will.i.am)                                           | —           | —           | —           | —           | —           | —           | —           | —           | —           | —           | —           | —           | — | Eardrum                                        |
| 2007  | Wait a Minute (Just a Touch) (en) (Estelle ft. will.i.am)                       | —           | —           | —           | —           | —           | —           | —           | —           | —           | —           | —           | —           | — | Shine                                          |
| 2007  | Be OK (en) (Chrisette Michele ft. will.i.am)                                    | —           | 61          | —           | —           | —           | —           | —           | —           | —           | —           | —           | —           | — | I Am (en)                                      |
| 2007  | I Want You (en) (Common ft. will.i.am)                                          | —           | 32          | —           | —           | —           | —           | —           | —           | —           | —           | —           | —           | — | Finding Forever                                |
| 2008  | In the Ayer (en) (Flo Rida ft. will.i.am)                                       | 9           | —           | 19          | 13          | —           | 50          | 13          | —           | —           | 9           | —           | 29          | 2 × Platine (RIAA) Platine (MC) | Mail on Sunday                                 |
| 2008  | Funky Bahia (Sérgio Mendes ft. will.i.am et Siedah Garrett)                     | —           | —           | —           | —           | —           | —           | —           | —           | 93          | —           | —           | —           | — | Encanto                                        |
| 2008  | What's Your Name (en) (Usher ft. will.i.am)                                     | —           | —           | 91          | 84          | —           | —           | —           | —           | —           | —           | —           | —           | — | Here I Stand                                   |
| 2008  | All My Life (In the Ghetto) (en) (Jay Rock ft. Lil Wayne et will.i.am)          | —           | —           | —           | —           | —           | —           | —           | —           | —           | —           | —           | —           | — | Follow Me Home (en)                            |
| 2008  | Touch Your Button (Carnival Jam) (Wyclef Jean ft. will.i.am et Melissa Jiménez) | —           | —           | —           | —           | —           | —           | —           | —           | —           | —           | —           | —           | — | Carnival Vol. II: Memoirs of an Immigrant (en) |
| 2009  | Straighten Up and Fly Right (Nat King Cole ft. Natalie Cole et will.i.am)       | —           | —           | —           | —           | —           | —           | —           | —           | —           | —           | —           | —           | — | Re:Generations (en)                            |
| 2009  | 3 Words (Cheryl Cole ft. will.i.am)                                             | —           | —           | 5           | —           | —           | 27          | 7           | —           | 32          | —           | —           | 4           | 2 × Platine (ARIA) Argent (BPI) Or (FIMI) | 3 Words                                        |
| 2009  | On the Dancefloor (David Guetta ft. will.i.am et apl.de.ap)                     | —           | —           | 62          | —           | 24          | —           | —           | 87          | —           | —           | —           | —           | — | One Love                                       |
| 2010  | I'm in the House (Steve Aoki ft. will.i.am sous le pseudonyme Zuper Blahq)      | —           | —           | —           | —           | —           | —           | —           | —           | 40          | —           | —           | 29          | — | Single hors album                              |
| 2010  | OMG (en) (Usher ft. will.i.am)                                                  | 1           | 3           | 1           | 2           | —           | 27          | 1           | —           | 39          | 1           | 38          | 1           | 6 × Platine (ARIA) Platine (BPI) Or (BVMI) 2 × Platine (MC) Platine (RMNZ)                                                                                          | Raymond v. Raymond                             |
| 2010  | Wavin' Flag (Celebration Mix) (K'naan ft will.i.am et David Guetta)             | —           | —           | —           | —           | —           | —           | —           | —           | —           | —           | —           | —           | 3 × Platine (MC) 2 × Platine (IFPI ) 3 × Or (BVMI) Platine (FIMI) Platine (BPI)                                                                                     | Troubadour                                     |
| 2010  | Boy Like You (Cheryl Cole ft. will.i.am)                                        | —           | —           | —           | —           | —           | —           | —           | —           | —           | —           | —           | 105         | — | 3 Words                                        |
| 2010  | Heaven (Cheryl Cole ft. will.i.am)                                              | —           | —           | —           | —           | —           | —           | —           | —           | —           | —           | —           | 122         | — | 3 Words                                        |
| 2011  | Forever (en) (Wolfgang Gartner ft. will.i.am)                                   | —           | —           | —           | —           | —           | —           | —           | —           | —           | —           | —           | 43          | — | Weekend in America (en)                        |
| 2011  | Free (Natalia Kills ft. will.i.am)                                              | —           | —           | —           | —           | —           | 15          | —           | —           | 96          | —           | —           | 118         | Or (BVMI) | Perfectionist                                  |
| 2012  | Hall of Fame (The Script ft. will.i.am)                                         | 25          | —           | 4           | 25          | —           | 2           | 1           | —           | 16          | 3           | 3           | 1           | 2 × Platine (RIAA) 10 × Platine (ARIA) 3 × Platine (BPI) 2 × Platine (BVMI) 2 × Platine (IFPI ) 4 × Platine (IFPI ) 2 × Platine (RMNZ) 3 × Platine (FIMI) Or (NVPI) | #3                                             |
| 2012  | In My City (en) (Priyanka Chopra ft. will.i.am)                                 | —           | —           | —           | —           | —           | —           | —           | —           | —           | —           | —           | —           | 3 × Platine (IMI (en)) | Single hors album                              |
| 2012  | Problem (The Monster Remix) (Becky G ft. will.i.am)                             | —           | —           | —           | —           | —           | —           | —           | —           | —           | —           | —           | —           | — | Single hors album                              |
| 2012  | Burn the Disco (Felix da Housecat ft. will.i.am)                                | —           | —           | —           | —           | —           | —           | —           | —           | —           | —           | —           | —           | — | Single hors album                              |
| 2012  | Better Than Yesterday (Sidney Samson ft. will.i.am)                             | —           | —           | —           | —           | —           | —           | —           | —           | 84          | —           | —           | —           | — | Single hors album                              |
| 2012  | Best Night (LMFAO ft. will.i.am, GoonRock et Eva Simons)                        | —           | —           | —           | —           | —           | —           | —           | 68          | —           | —           | —           | —           | — | Sorry for Party Rocking                        |
| 2013  | Crazy Kids (Kesha ft. will.i.am)                                                | 40          | —           | 32          | 48          | —           | 56          | 14          | —           | —           | —           | —           | 27          | Platine (RIAA) Or (ARIA) | Single hors album                              |
| 2013  | Something Really Bad (en) (Dizzee Rascal ft. will.i.am)                         | —           | —           | —           | —           | —           | 65          | —           | —           | —           | —           | —           | 10          | — | The Fifth (en)                                 |
| 2013  | Provocative (Brit Smith (en) ft. will.i.am)                                     | —           | —           | —           | —           | —           | —           | —           | —           | —           | —           | —           | —           | — | Single hors album                              |
| 2014  | It Should Be Easy (en) (Britney Spears ft. will.i.am)                           | —           | —           | —           | 88          | —           | —           | —           | —           | —           | —           | 71          | —           | — | Britney Jean                                   |
| 2014  | Home (en) (Leah McFall (en) ft. will.i.am)                                      | —           | —           | —           | —           | —           | —           | —           | —           | —           | —           | —           | 56          | — | Weird to Wonderful                             |
| 2014  | Ew! (en) (Jimmy Fallon ft. will.i.am)                                           | 26          | —           | —           | 14          | —           | —           | —           | —           | —           | —           | —           | —           | — | Single hors album                              |
| 2014  | I'm So Excited (en) (Anja Nissen ft. will.i.am et Cody Wise (en))               | —           | —           | 42          | —           | —           | —           | —           | —           | —           | —           | —           | —           | — | Single hors album                              |
| 2014  | Born to Get Wild (Steve Aoki ft. will.i.am)                                     | —           | —           | —           | —           | —           | —           | —           | —           | —           | —           | —           | —           | — | Neon Future I (en)                             |
| 2019  | Embrace (NXTGEN ft. will.i.am)                                                  | —           | —           | —           | —           | —           | —           | —           | —           | —           | —           | —           | —           | — | Single hors album                              |
| 2020  | Love You More (Steve Aoki ft. Lay et will.i.am)                                 | —           | —           | —           | —           | —           | —           | —           | —           | —           | —           | —           | —           | — | Neon Future IV (en)                            |

### Singles promotionnels
| Année | Titre                                                       | Classements | Classements | Classements | Classements | Album              |
| Année | Titre                                                       | [ 17 ]      | [ 20 ]      | [ 8 ]       | [ 81 ]      | Album              |
| ----- | ----------------------------------------------------------- | ----------- | ----------- | ----------- | ----------- | ------------------ |
| 2008  | Here I Come (en) (Fergie ft. will.i.am)                     | —           | —           | 39          | —           | The Dutchess       |
| 2008  | Yes We Can                                                  | —           | —           | —           | —           | Single hors album  |
| 2008  | It's a New Day (en)                                         | 78          | 84          | —           | —           | Change Is Now (en) |
| 2009  | America's Song (en)                                         | —           | —           | —           | —           | Single hors album  |
| 2009  | I Wanna Go Crazy (David Guetta ft. will.i.am)               | —           | 83          | —           | 92          | One Love           |
| 2012  | Go Home (ft. Mick Jagger et Wolfgang Gartner)               | —           | —           | —           | —           | Single hors album  |
| 2012  | Reach for the Stars (Mars Edition) (en)                     | —           | —           | —           | —           | #willpower         |
| 2017  | FIYAH                                                       | —           | —           | —           | —           | Single hors album  |
| 2019  | Pretty Little Thing (ft. Lady Leshurr, Lioness et Ms Banks) | —           | —           | —           | —           | Single hors album  |

## Chansons utilisées dans les films
| Année | Titre                              | Classement | Certification | Film                |
| Année | Titre                              | [ 87 ]     | Certification | Film                |
| ----- | ---------------------------------- | ---------- | ------------- | ------------------- |
| 2006  | A Dream (Common ft. will.i.am)     | 108        | —             | Écrire pour exister |
| 2008  | I Like to Move It                  | —          | Argent (BPI)  | Madagascar 2        |
| 2008  | The Traveling Song                 | —          | —             | Madagascar 2        |
| 2008  | I Like to Move It                  | —          | —             | Madagascar 2        |
| 2008  | Big and Chunky                     | —          | —             | Madagascar 2        |
| 2008  | She Loves Me                       | —          | —             | Madagascar 2        |
| 2008  | Best Friends                       | —          | —             | Madagascar 2        |
| 2008  | Alex on the Run (avec Hans Zimmer) | —          | —             | Madagascar 2        |
| 2013  | Grounded for Life                  | —          | —             | Tarzan              |

## Autres apparitions
| Année | Titre                             | Autres artistes                                    | Album                                               |
| ----- | --------------------------------- | -------------------------------------------------- | --------------------------------------------------- |
| 1992  | Merry Muthafuckin' Xmas           | Eazy-E, Atban Klann                                | 5150: Home 4 tha Sick                               |
| 1993  | Niggaz and Jewz (Some Say Kikes)  | Blood of Abraham (en), Eazy-E                      | Future Profits (en)                                 |
| 2002  | Secrets                           | NC                                                 | Dexter's Laboratory: The Hip-Hop Experiment (en)    |
| 2004  | I Know                            | Destiny's Child                                    | Unity: The Official Athens 2004 Olympic Games Album |
| 2005  | Dance to the Music                | Sly & the Family Stone                             | Different Strokes by Different Folks (en)           |
| 2005  | CB (Sangue Bom)                   | Marcelo D2                                         | Acústico MTV (MTV Unplugged)                        |
| 2005  | About You                         | Mary J. Blige, Nina Simone                         | The Breakthrough                                    |
| 2006  | The Frog                          | Sérgio Mendes, Q-Tip                               | Timeless                                            |
| 2006  | Let Me                            | Sérgio Mendes, Jill Scott                          | Timeless                                            |
| 2006  | "Bananeira (Banana Tree)          | Sérgio Mendes, Mr. Vegas                           | Timeless                                            |
| 2006  | Surfboard                         | Sérgio Mendes                                      | Timeless                                            |
| 2006  | Loose Ends                        | Sérgio Mendes, Justin Timberlake, Pharoahe Monch   | Timeless                                            |
| 2006  | Ei Menina (Hey Girl)"             | Sérgio Mendes                                      | Timeless                                            |
| 2006  | Yes, Yes Y'All"                   | Sérgio Mendes, Black Thought, Chali 2na, Debi Nova | Timeless                                            |
| 2006  | Weekend                           | Kelis                                              | Kelis Was Here                                      |
| 2006  | What's That Right There           | Kelis                                              | Kelis Was Here                                      |
| 2006  | Damn Girl                         | Justin Timberlake                                  | FutureSex/LoveSounds                                |
| 2006  | All That I Got (The Make Up Song) | Fergie                                             | The Dutchess                                        |
| 2006  | Compton                           | The Game                                           | Doctor's Advocate                                   |
| 2006  | Do It                             | Ciara                                              | Ciara: The Evolution                                |
| 2007  | Treat Me Like Your Money          | Macy Gray                                          | Big                                                 |
| 2007  | Streets                           | Bone Thugs-n-Harmony, The Game                     | Strength & Loyalty                                  |
| 2007  | Picture Perfect                   | Chris Brown                                        | Exclusive                                           |
| 2008  | P.Y.T. (Pretty Young Thing) 2008  | Michael Jackson                                    | Thriller 25                                         |
| 2008  | Theme of 019                      | SMAP                                               | Super.Modern.Artistic.Performance                   |
| 2009  | Heaven                            | Cheryl Cole                                        | 3 Words                                             |
| 2009  | Boy Like You                      | Cheryl Cole                                        | 3 Words                                             |
| 2009  | Photographs                       | Rihanna                                            | Rated R                                             |
| 2010  | I Can't Wait                      | Mary J. Blige                                      | Stronger with Each Tear                             |
| 2010  | Let's Get Down                    | Cheryl Cole                                        | Messy Little Raindrops                              |
| 2011  | Big Fat Bass                      | Britney Spears                                     | Femme Fatale                                        |
| 2011  | Nothing Really Matters            | David Guetta                                       | Nothing but the Beat                                |
| 2012  | We Ain't                          | N.O.R.E.                                           | Crack on Steroids                                   |
| 2012  | Craziest Things                   | Cheryl Cole                                        | A Million Lights                                    |
| 2012  | Fall in Love                      | Rita Ora                                           | Ora                                                 |
| 2012  | Alone                             | K'naan                                             | Country, God or the Girl (en)                       |
| 2015  | All Hustle No Luck                | French Montana, Lil Durk                           | Casino Life 2: Brown Bag Legend (en)                |
| 2015  | Don't Trip                        | The Game, Ice Cube, Dr. Dre                        | The Documentary 2                                   |
| 2015  | LA                                | The Game, Snoop Dogg, Fergie                       | The Documentary 2                                   |
| 2015  | The Ghetto                        | The Game, Nas                                      | The Documentary 2                                   |

## Clips vidéo

### En tant qu'artiste principal
| Année | Titre                                                                                               | Réalisateur(s)                  |
| ----- | --------------------------------------------------------------------------------------------------- | ------------------------------- |
| 2001  | I Am                                                                                                | Marcos Siega                    |
| 2002  | Secrets                                                                                             | Primal Screen                   |
| 2007  | I Got It from My Mama                                                                               | Bryan Barber (en)               |
| 2007  | I Got It from My Mama (Remix) (ft. The Paradiso Girls (en))                                         | NC                              |
| 2008  | Yes We Can                                                                                          | Jesse Dylan,                    |
| 2008  | We Are the Ones                                                                                     | Jesse Dylan,                    |
| 2008  | Heartbreaker (featuring Cheryl Cole)                                                                | Toben Seymour                   |
| 2008  | One More Chance                                                                                     | NC                              |
| 2008  | In My Name                                                                                          | Oxfam                           |
| 2008  | It's a New Day                                                                                      | Ben Mor                         |
| 2008  | She Loves Me                                                                                        | NC                              |
| 2009  | For Whom the Bell Tolls                                                                             | Jason Goldwatch                 |
| 2010  | Check It Out (with Nicki Minaj)                                                                     | Rich Lee,                       |
| 2011  | T.H.E. (The Hardest Ever) (ft. Jennifer Lopez et Mick Jagger)                                       | Rich Lee,                       |
| 2012  | Great Times                                                                                         | Ben Mor                         |
| 2012  | This Is Love (ft. Eva Simons)                                                                       | will.i.am                       |
| 2012  | Scream & Shout (ft. Britney Spears)                                                                 | Ben Mor,                        |
| 2012  | Scream & Shout (Hit-Boy Remix) (ft. Britney Spears, Hit-Boy, Waka Flocka Flame, Lil Wayne et Diddy) | Ben Mor,                        |
| 2013  | #thatPOWER (ft. Justin Bieber)                                                                      | Ben Mor,                        |
| 2013  | Bang Bang                                                                                           | Igor Kovalik                    |
| 2013  | Feelin' Myself (ft. Miley Cyrus, Wiz Khalifa et French Montana)                                     | Michael Jurkovac, Pasha Shapiro |
| 2014  | It's My Birthday (ft. Cody Wise (en))                                                               | Ben Mor                         |
| 2016  | Boys & Girls (ft. Pia Mia)                                                                          | Inconnu                         |
| 2017  | FIYAH (ft. India Love)                                                                              | Shadae Lamar Smith              |

### En tant qu'artiste invité
| Année | Titre                                                                       | Réalisateur(s)                              |
| ----- | --------------------------------------------------------------------------- | ------------------------------------------- |
| 2001  | Sunny Hours (Long Beach Dub All Stars ft. will.i.am)                        | Marcus Lawrence                             |
| 2001  | Vocal Artillery (Ozomatli ft. Medusa, will.i.am et Kanetic Source)          | Gabalazitaz Tiernaz                         |
| 2005  | La Patte (Saïan Supa Crew ft. will.i.am)                                    | J.G. Biggs                                  |
| 2006  | Beep (Pussycat Dolls ft. will.i.am)                                         | Benny Boom (en)                             |
| 2006  | That Heat (Sérgio Mendes ft. Erykah Badu et will.i.am)                      | Syndrome, Nabil Elderkin (en)               |
| 2006  | I Love My Bitch (Busta Rhymes ft. Kelis et will.i.am)                       | Benny Boom, Busta Rhymes                    |
| 2006  | Fergalicious (Fergie ft. will.i.am)                                         | Fatima Robinson                             |
| 2006  | Hip Hop Is Dead (Nas ft. will.i.am)                                         | Nas, Ulysses Terrero                        |
| 2006  | A Dream (Common ft. will.i.am)                                              | Nabil Elderkin                              |
| 2007  | Baby Love (Nicole Scherzinger ft. will.i.am)                                | Francis Lawrence                            |
| 2007  | Hot Thing (Talib Kweli ft. will.i.am)                                       | Bernard Gourley                             |
| 2007  | Wait a Minute (Just a Touch) (Estelle ft. will.i.am)                        | Neon                                        |
| 2007  | Be OK (Chrisette Michele ft. will.i.am)                                     | Lil X                                       |
| 2007  | I Want You (Common ft. will.i.am)                                           | Kerry Washington, Sanji                     |
| 2008  | In the Ayer (Flo Rida ft. will.i.am)                                        | Shane Drake                                 |
| 2008  | Funky Bahia (Sérgio Mendes featuring will.i.am and Siedah Garrett)          | Neon                                        |
| 2008  | All My Life (In the Ghetto) (Jay Rock ft. Lil Wayne and will.i.am)          | Michael "The Greek" Mihail, Jonathan Silver |
| 2009  | 3 Words (version 1) (Cheryl Cole ft. will.i.am)                             | Vincent Haycock                             |
| 2009  | 3 Words (version 2) (Cheryl Cole ft. will.i.am)                             | Saam Farahmand                              |
| 2010  | I'm in the House (Steve Aoki ft. will.i.am sous le pseudonyme Zuper Blahq)  | Jam Sutton                                  |
| 2010  | OMG (Usher ft. will.i.am)                                                   | Anthony Mandler                             |
| 2010  | Wavin' Flag (Celebration Mix) (K'naan featuring will.i.am and David Guetta) | Nabil Elderkin,                             |
| 2011  | Forever (Wolfgang Gartner ft. will.i.am)                                    | Nabil Elderkin,                             |
| 2011  | Free (version 1) (Natalia Kills featuring will.i.am)                        | Inconnu                                     |
| 2011  | Free (version 2) (Natalia Kills ft. will.i.am)                              | Guillaume "G" Doubet                        |
| 2012  | Problem (The Monster Remix) (Becky G ft. will.i.am)                         | P. R. Brown                                 |
| 2012  | Burn the Disco (Felix da Housecat ft. will.i.am)                            | High5Collective                             |
| 2014  | Home (Leah McFall ft. will.i.am)                                            | Elisha Smith-Leverocke                      |
| 2014  | Ew! (Jimmy Fallon ft. will.i.am)                                            | Inconnu                                     |
| 2014  | I'm So Excited (Anja Nissen ft. will.i.am and Cody Wise)                    | Ernest Weber, Pasha Shapiro                 |
| 2014  | Born to Get Wild (Steve Aoki ft. will.i.am)                                 | Dan Packer                                  |

### Invitations
| Année | Titre   | Artistes                         | Réalisateur(s)   |
| ----- | ------- | -------------------------------- | ---------------- |
| 2014  | Imagine | Plusieurs, au profit de l'UNICEF | Michael Jurkovac |